# League Park
League Park est un ancien stade de baseball situé à Cleveland. Cette enceinte est inaugurée le 1er mai 1891 ; Il compte alors 9000 sièges en bois. Rénové en 1910, la capacité du stade est portée à 21 414 places.
Ce stade est utilisé par les Cleveland Spiders (1891-1899) en ligue nationale, les Cleveland Indians (1900-1946) en Ligue américaine et les Cleveland Buckeyes (1943-1948, 1950) en Negro League. 
Le football américain se pratique également dans ce stade avec des matchs de la NFL des Cleveland Browns en 1937, 1942, 1944 et 1945.
Fermé en juin 1950, le stade est démoli en 1951.

## League Park I (1891-1909)
Le stade est inauguré sous le nom officiel de National League Park, presque immédiatement abrégé en League Park. La première enceinte est faite en bois et se contente d'un étage. Les dimensions du terrain sont minimalistes.

## League Park II (1910-1946)
La tribune de bois est remplacée durant l'hiver 1909-1910 par une structure en béton et en acier de deux étages offrant 21 000 places. Les dimensions du terrain restent modestes. 
Le 24 juillet 1911, League Park est le théâtre d'un match exceptionnel. En hommage au lanceur Addie Joss, décédé en match à 31 ans, un match de bienfaisance au profit de sa famille y est disputé. Toutes les plus grandes vedettes du baseball sont présentes sur le terrain. Cette rencontre préfigure ce que seront les matches des étoiles (All-Star Game) à partir de 1933.
Le stade porte un temps le nom de Dunn Field (1920-1927) en référence au propriétaire des Indians de 1916 à 1922, Jim Dunn.
Le record d'affluence du stade est de 26 884 spectateurs présents le 10 octobre 1920 à l'occasion du match décisif pour les World Series 1920.
Le tableau d'affichage de League Park donnait les résultats, manche par manche, de tous les matches de la Ligue américaine, mais faisait totalement l'impasse sur la Ligue nationale.
Quand les Indians abandonnent ce stade, en 1946, il est l'un des trois stades de Ligue majeure non équipés d'éclairage pour les matchs en nocturne. Cleveland dispose, il est vrai, depuis 1930, du Cleveland Stadium, où évoluent parfois les Indians entre 1930 et 1946. Cette nouvelle enceinte est presque l'antithèse de League Park : terrain immense, et vastes tribunes loin du terrain. 
League Park est encore utilisé jusqu'en juin 1950 par l'équipe de baseball des Cleveland Buckeyes, puis l'enceinte est achetée par la ville qui procède à sa démolition en 1951 pour transformer le site en espaces verts. 